# Таново
Таново (пол. Tanowo, нім. Falkenwalde) — село в Польщі, у гміні Полиці Полицького повіту Західнопоморського воєводства.
Населення — 1565 осіб (2011).

## Демографія
Демографічна структура станом на 31 березня 2011 року:
|          | Загалом | Допрацездатний вік | Працездатний вік | Постпрацездатний вік |
| -------- | ------- | ------------------ | ---------------- | -------------------- |
| Чоловіки | 786     | 183                | 546              | 57                   |
| Жінки    | 779     | 181                | 481              | 117                  |
| Разом    | 1565    | 364                | 1027             | 174                  |